# لاونفورده
لاونفورده (به آلمانی: Lauenförde) یک منطقهٔ مسکونی در آلمان است که در هولتسمیندن واقع شده‌است. لاونفورده ۲٬۶۲۳ نفر جمعیت دارد.